# Dywersyfikacja portfela inwestycyjnego
Dywersyfikacja portfela – różnicowanie składu portfela inwestycyjnego skutkujące redukcją ryzyka specyficznego (niesystematycznego) poszczególnych aktywów, a w konsekwencji spadkiem ryzyka całego portfela. Istota dywersyfikacji sprowadza się do zakupu do portfela zróżnicowanych aktywów w nadziei, że ewentualne spadki wartości niektórych z nich zostaną zrekompensowane wzrostami wartości innych.
Skuteczność dywersyfikacji portfela zależy zatem od stopnia powiązania zmian cen tworzących go aktywów (ich korelacji). Im jest on mniejszy, tym lepsze efekty daje dywersyfikacja. Najsilniejszą dywersyfikację osiąga się, gdy korelacja zmian cen aktywów jest ujemna, tj. gdy wzrostowi cen jednego aktywa towarzyszy spadek cen drugiego.
Precyzyjne określenie korelacji przyszłych zmian cen aktywów w portfelu jest trudne głównie ze względu na fakt, że zmiany obserwowane historyczne nie muszą się powtarzać w przyszłości. Z tego względu często stosuje się uproszczone techniki dywersyfikacji, polegające na zakupie aktywów z różnych gałęzi gospodarki (np. akcje banków, telekomów, przedsiębiorstw budowlanych, kopalń itd.), aktywów z różnych segmentów rynku (np. akcji i obligacji), aktywów zróżnicowanych geograficznie (np. akcje z różnych państw) lub aktywów przedsiębiorstw małych i dużych.
Zagadnienie dywersyfikacji portfela inwestycyjnego zostało w formalny sposób opisane w ramach tzw. teorii portfelowej Markowitza. Wyższe stopy zwrotu z portfela inwestycyjnego zwykle wiążą się z koniecznością ponoszenia większego ryzyka. Teoria Markowitza pokazuje, jak wyznaczać portfele efektywne z punktu widzenia relacji oczekiwanej stopy zwrotu do ryzyka.